# Jasenowe Druhe
Jasenowe Druhe (ukr. Ясенове Друге) – wieś na Ukrainie, w obwodzie odeskim, w rejonie podolskim. W 2001 liczyła 1919 mieszkańców, wśród których 1805 wskazało jako ojczysty język ukraiński, 53 rosyjski, 56 mołdawski, 1 bułgarski, 2 białoruski, a 2 inny. W 2024 liczyła 1543 mieszkańców.